# Skoki do wody na Mistrzostwach Świata w Pływaniu 2019
Zawody w skokach do wody na 18. Mistrzostwach Świata w Pływaniu odbyły się w dniach 12–20 lipca 2019 r. w Miejskim Centrum Sportów Wodnych Uniwersytetu Nambu.

## Harmonogram
Zostało rozegranych 13 konkurencji.
| Data     | Godzina UTC+09:00 | Godzina CEST | Konkurencja                                          |
| -------- | ----------------- | ------------ | ---------------------------------------------------- |
| 12 lipca | 11:00             | 04:00        | Trampolina 1 m mężczyzn – eliminacje                 |
| 12 lipca | 15:30             | 08:30        | Trampolina 1 m kobiet – eliminacje                   |
| 13 lipca | 10:00             | 03:00        | Trampolina 3 m synchronicznie mężczyzn – eliminacje  |
| 13 lipca | 13:00             | 06:00        | Wieża 10 m synchronicznie par mieszanych – finał     |
| 13 lipca | 15:30             | 08:30        | Trampolina 1 m kobiet – finał                        |
| 13 lipca | 20:45             | 13:45        | Trampolina 3 m synchronicznie mężczyzn – finał       |
| 14 lipca | 10:00             | 03:00        | Wieża 10 m synchronicznie kobiet – eliminacje        |
| 14 lipca | 15:30             | 08:30        | Trampolina 1 m mężczyzn – finał                      |
| 14 lipca | 20:45             | 13:45        | Wieża 10 m synchronicznie kobiet – finał             |
| 15 lipca | 10:00             | 03:00        | Trampolina 3 m synchronicznie kobiet – eliminacje    |
| 15 lipca | 13:00             | 06:00        | Wieża 10 m synchronicznie mężczyzn – eliminacje      |
| 15 lipca | 15:30             | 08:30        | Trampolina 3 m synchronicznie kobiet – finał         |
| 15 lipca | 20:45             | 13:45        | Wieża 10 m synchronicznie mężczyzn – finał           |
| 16 lipca | 10:00             | 03:00        | Wieża 10 m kobiet – eliminacje                       |
| 16 lipca | 15:30             | 08:30        | Wieża 10 m kobiet – półfinał                         |
| 16 lipca | 20:45             | 13:45        | Konkurs drużynowy (3 m / 10 m) – finał               |
| 17 lipca | 10:00             | 03:00        | Trampolina 3 m mężczyzn – eliminacje                 |
| 17 lipca | 15:30             | 08:30        | Trampolina 3 m mężczyzn – półfinał                   |
| 17 lipca | 20:45             | 13:45        | Wieża 10 m kobiet – finał                            |
| 18 lipca | 10:00             | 03:00        | Trampolina 3 m kobiet – eliminacje                   |
| 18 lipca | 15:30             | 08:30        | Trampolina 3 m kobiet – półfinał                     |
| 18 lipca | 20:45             | 13:45        | Trampolina 3 m mężczyzn – finał                      |
| 19 lipca | 10:00             | 03:00        | Wieża 10 m mężczyzn – eliminacje                     |
| 19 lipca | 15:30             | 08:30        | Wieża 10 m mężczyzn – półfinał                       |
| 19 lipca | 20:45             | 13:45        | Trampolina 3 m kobiet – finał                        |
| 20 lipca | 15:30             | 08:30        | Trampolina 3 m synchronicznie par mieszanych – finał |
| 20 lipca | 20:45             | 13:45        | Wieża 10 m mężczyzn – finał                          |

## Medaliści

### Mężczyźni
| Konkurencja                               | Złoto                         | Złoto  | Srebro                                             | Srebro | Brąz                                         | Brąz   |
| Konkurencja                               | Zawodnik                      | Wynik  | Zawodnik                                           | Wynik  | Zawodnik                                     | Wynik  |
| Trampolina 1 m (szczegóły)                | Wang Zongyuan · Chiny         | 440,25 | Rommel Pacheco · Meksyk                            | 420,15 | Peng Jianfeng · Chiny                        | 415,00 |
| Trampolina 3 m (szczegóły)                | Xie Siyi · Chiny              | 545,45 | Cao Yuan · Chiny                                   | 517,85 | Jack Laugher · Wielka Brytania               | 504,55 |
| Wieża 10 m (szczegóły)                    | Yang Jian · Chiny             | 598,65 | Yang Hao · Chiny                                   | 585,75 | Aleksandr Bondar · Rosja                     | 541,05 |
| Trampolina 3 m synchronicznie (szczegóły) | Chiny · Cao Yuan · Xie Siyi   | 439,74 | Wielka Brytania · Daniel Goodfellow · Jack Laugher | 415,02 | Meksyk · Yahel Castillo · Juan Manuel Celaya | 413,94 |
| Wieża 10 m synchronicznie (szczegóły)     | Chiny · Cao Yuan · Chen Aisen | 486,93 | Rosja · Aleksandr Bondar · Wiktor Minibajew        | 444,60 | Wielka Brytania · Tom Daley · Matthew Lee    | 425,91 |

### Kobiety
| Konkurencja                               | Złoto                          | Złoto  | Srebro                                            | Srebro | Brąz                                                  | Brąz   |
| Konkurencja                               | Zawodniczka                    | Wynik  | Zawodniczka                                       | Wynik  | Zawodniczka                                           | Wynik  |
| Trampolina 1 m (szczegóły)                | Chen Yiwen · Chiny             | 285,45 | Sarah Bacon · Stany Zjednoczone                   | 262,00 | Kim Su-ji · Korea Południowa                          | 257,20 |
| Trampolina 3 m (szczegóły)                | Shi Tingmao · Chiny            | 391,00 | Wang Han · Chiny                                  | 372,85 | Maddison Keeney · Australia                           | 367,05 |
| Wieża 10 m (szczegóły)                    | Chen Yuxi · Chiny              | 439,00 | Lu Wei · Chiny                                    | 377,80 | Delaney Schnell · Stany Zjednoczone                   | 364,20 |
| Trampolina 3 m synchronicznie (szczegóły) | Chiny · Shi Tingmao · Wang Han | 342,00 | Kanada · Jennifer Abel · Mélissa Citrini-Beaulieu | 311,10 | Meksyk · Paola Espinosa · Melany Hernández            | 294,90 |
| Wieża 10 m synchronicznie (szczegóły)     | Chiny · Lu Wei · Zhang Jiaqi   | 345,24 | Malezja · Leong Mun Yee · Pandelela Pamg          | 312,72 | Stany Zjednoczone · Samantha Bromberg · Katrina Young | 304,86 |

### Konkurencje mieszane
| Konkurencja                                              | Złoto                                        | Złoto  | Srebro                                           | Srebro | Brąz                                                  | Brąz   |
| Konkurencja                                              | Zawodniczka / Zawodnik                       | Wynik  | Zawodniczka / Zawodnik                           | Wynik  | Zawodniczka / Zawodnik                                | Wynik  |
| Trampolina 3 m synchronicznie par mieszanych (szczegóły) | Australia · Matthew Carter · Maddison Keeney | 304,86 | Kanada · François Imbeau-Dulac · Jennifer Abel   | 304,08 | Niemcy · Lou Massenberg · Tina Punzel                 | 301,62 |
| Wieża 10 m synchronicznie par mieszanych (szczegóły)     | Chiny · Lian Junjie · Si Yajie               | 346,14 | Rosja · Wiktor Minibajew · Jekatierina Bielajewa | 311,28 | Meksyk · José Balleza · Maria Jose Sanchez            | 287,64 |
| Konkurs drużynowy (szczegóły)                            | Chiny · Lin Shan · Yang Jian                 | 416,65 | Rosja · Siergiej Nazin · Julija Timoszynina      | 390,05 | Stany Zjednoczone · Katrina Young · Andrew Capobianco | 357,60 |

## Klasyfikacja medalowa
| Miejsce | Państwo           | Złoto | Srebro | Brąz | Razem |
| ------- | ----------------- | ----- | ------ | ---- | ----- |
| 1.      | Chiny             | 12    | 4      | 1    | 17    |
| 2.      | Australia         | 1     | 0      | 1    | 2     |
| 3.      | Rosja             | 0     | 3      | 1    | 4     |
| 4.      | Kanada            | 0     | 2      | 0    | 2     |
| 5.      | Meksyk            | 0     | 1      | 3    | 4     |
| 5.      | Stany Zjednoczone | 0     | 1      | 3    | 4     |
| 7.      | Wielka Brytania   | 0     | 1      | 2    | 3     |
| 8.      | Malezja           | 0     | 1      | 0    | 1     |
| 9.      | Korea Południowa  | 0     | 0      | 1    | 1     |
| 9.      | Niemcy            | 0     | 0      | 1    | 1     |
| Razem   | Razem             | 13    | 13     | 13   | 39    |